# 바깥막
1. 점막
2. 점막밑층
3. 근육층
4. 바깥막
5. 횡문근
6. 횡문근과 평활근
7. 평활근
8. 점막근육판
9. 식도샘

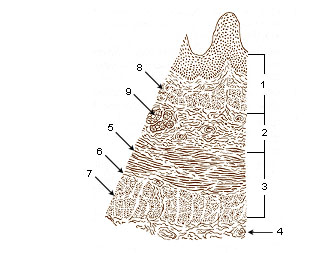
식도벽의 층
1. 점막
2. 점막밑층
3. 근육층
4. 바깥막
5. 횡문근
6. 횡문근과 평활근
7. 평활근
8. 점막근육판
9. 식도샘

바깥막(adventitia, advɛnˈtɪʃə) 또는 외막(外膜)은 기관을 둘러싸고 있는 섬유성 결합조직의 바깥쪽 층이다.
동맥이나 정맥을 둘러싸고 있는 결합조직의 바깥쪽 층은 혈관바깥막이라고 한다.
바깥막의 기능은 장막의 기능을 어느 정도 보완하는 면이 있다. 장막도 기관을 둘러싸고 있는 조직의 한 층이다. 배의 기관은 둘러싸인 막이 바깥막인지 장막인지 여부에 따라 복강내(intraperitoneal) 장기인지 후복막(retroperitoneal) 장기인지 나뉘게 된다.
- 복강내장기는 장막(중피의 한 층인 내장복막)에 싸여 있다.
- 후복막장기는 바깥막(성긴결합조직)에 싸여 있다.

위장관계에서 근육층은 대부분 장막과 접한다. 그러나 구강, 가슴의 식도, 오름잘록창자, 내림잘록창자, 곧은창자에서 근육층은 장막 대신 바깥막과 접하고 있다. 샘창자의 근육층은 바깥막, 장막과 모두 접하고 있다. 일반적으로 자유롭게 움직일 수 있는 위장관계의 기관이라면 장막에 의해, 비교적 단단하게 고정되어 있는 기관이라면 바깥막에 의해 둘러싸여 있다.
쓸개의 결합조직은 쓸개가 간과 접하는 부분에서는 바깥막에 의해, 그 외의 부분에서는 장막에 의해 둘러싸여 있다.

## 같이 보기
- 내강
- 장막 (생물학) (serous membrane)